# Janez Lovše
Janez Lovše, slovenski pianist in pedagog, * 17. julij 1933, Ljubljana, † 6. julij 2012, Ukanc, Bohinj.

## Življenjepis
Klavir je študiral pri Herti Seifert, Zorici Šonc. Na Akademiji za glasbo v Ljubljani je doštudiral v razredu prof. Zore Zarnik, kjer je opravil tudi podiplomski študij. Izpopolnjeval se je v Parizu pri Jacquesu Fevrieru in Suzanne Roche.
Kot klavirski pedagog je bil vrsto let zaposlen na SGBŠ v Ljubljani, honorarno pa je poučeval tudi na Akademiji za glasbo.
Vzgojil je vrsto slovenskih pianistov in pedagogov. Njegovi učenci so: Lidija Malahodky-Haas, Kristina Arnič, Klemen Golner, Igor Vičentić, Petar Milić, Jan Bratož, Marko Hribernik in še mnogi drugi. Za svoje pedagoško delo pa je prejel tudi Škerjančevo diplomo.